# Peak Sport
Peak Sport Products Co., Limited (chinês: 匹克, pinyin: Pǐ Kè) é uma empresa chinesa de fabricação de roupas esportivas e calçados com sede em Quanzhou. Fundada em 1989 como fabricante de calçados, a empresa foi listada na Bolsa de Valores de Hong Kong em 2009, porém devido ao baixo desempenho na bolsa foi adquirida em agosto de 2017.
O basquete tem sido o negócio mais forte da Peak desde o início. Hoje em dia, a empresa cobre uma variedade de esportes, como associação de futebol, vôlei, corrida, tênis e outros esportes. A Peak está desenvolvendo seus negócios na América, Europa, Ásia e Austrália com mais de 5.000 lojas exclusivas. A empresa também possui muitas fábricas na Ásia com 600 funcionários e mais de 6.000 operários. 

## Áreas de negócios
A Peak Sport projeta, desenvolve, fabrica, distribui e comercializa seus produtos esportivos sob a marca Peak. A Peak Sport vende todos os seus produtos na China por atacado para distribuidores que operam, diretamente ou por meio de operadores de varejo terceirizados, pontos de venda autorizados da Peak.
Ela também vende seus produtos no atacado para clientes no exterior, bem como para distribuidores no exterior que, por sua vez, vendem os produtos a consumidores, varejistas ou times e clubes esportivos.
Em meados de 2009, a Peak Sport Products Company tinha uma rede de distribuição de 5.667 pontos de venda autorizados da Peak na China, que eram operados pelos distribuidores da Peak Sport ou por seus operadores terceirizados de pontos de venda.
A Peak usa algodão de Xinjiang e rejeitou relatos de abusos de direitos humanos dentro do setor. O presidente-executivo da Peak, Ren Zhihua, divulgou os laços da Peak com a Xinjiang Litai Silk Road Investment, uma empresa acusada de usar trabalho forçado, diante das críticas.

## Patrocínios

### Comitês Olímpicos
- Brasil[3]

 A equipe masculina de futebol foi multada pelo COB por não ter usado o agasalho oficial Peak da delegação brasileira nas Olimpíadas no pódio, já que os Jogos Olímpicos só permitem uma marca por país no pódio, mas a seleção usou uma camisa da Nike.

### Competições
- Copa dos Campeões Continentais FIBA Stanković
- WTA na região do Pacífico Asiático
- WTA Pattaya Open

### Associações
A Peak Sport fornece oficial para as seguintes ligas e associações:
- Fiba Ásia
- LNB
- PBA
- NBA

#### Boxe
Peak (colete e calção de boxe) foi oficialmente usado pela Seleção Brasileira de Boxe durante a Copa Governador de São Petersburgo, realizada de 7 a 11 de maio de 2019, e os Jogos Olímpicos de 2021m em Tóquio.

### Handebol
- Visoko

### Natação

#### Seleções nacionais
- Ucrânia

### Vôlei

#### Seleções nacionais
- Serbia
- Romania

#### Jogadoras
- Rachel Anne Daquis (Cignal HD Spikers)
- Chase Budinger

#### tênis
- Olga Govortsova